# El mar (película)
El mar es una película dramática española estrenada en 2000, basada en la novela homónima de Blai Bonet, dirigida por Agustí Villaronga y ambientada durante la Guerra civil española en la isla de Mallorca.
Fue la primera película de la filmografía de sus tres principales protagonistas, Roger Casamajor, Bruno Bergonzini y Antònia Torrens. Intervinieron en pequeños papeles los cantantes mallorquines Maria del Mar Bonet y Llorenç Santamaria.

## Sinopsis
Manuel y Andreu tienen 10 años cuando la guerra civil española llega a Mallorca. En ese momento tendrán su primer encuentro con la crueldad de la guerra cuando ven como fusilan al padre de uno de sus amigos del pueblo. 
Diez años después, cuando Manuel y Ramallo, enfermos de tuberculosis, se encuentran en el sanatorio de Caubet, Mallorca, recuperan su amistad. Poco a poco Manuel, de carácter tímido y apocado, irá desarrollando una profunda atracción por Ramallo y su vitalista personalidad. Algo que entrará en contradicción con sus creencias religiosas.

## Reparto
- Roger Casamajor - Andreu Ramallo
- Bruno Bergonzini - Manuel Tur
- Antònia Torrens - Sor Francisca
- Hernán González - Galindo
- Juli Mira - Don Eugeni
- Simón Andreu - Alcántara
- Ángela Molina - Carmen
- David Lozano - Manuel Tur, niño
- Nilo Zimmerman - Andreu Ramallo, niño
- Tony Miquel Vanrell - Paul Inglada, niño
- Victoria Verger - Francisca, niña
- Sergi Moreno - Julià Ballester, niño
- Llorenç Santamaria - Falangista
- Maria del Mar Bonet - Madre de Manuel
- Blai Llopis - Pare Manuel
- Nicolau Colom - Sureda
- Carles Cuevas - Josep Tous
- Sebastià Rosselló - Mateu Clar
- Miguel Ángel Jiménez (actor) - Toni Seguí
- Borja Tous - Juan Pastor
- Mario Torrecilla - Mateu Clareda
- Joan Bibiloni - Médico
- Biel Mesquida - Prisionero 1
- Pep Maur Serra - Prisionero 2
- Pere Caminals - Prisionero 3
- Dominique Hull - Prisionero 4
- Sebastia Frontera - Prisionero 5
- Rafael Vives - Soldado 1
- Miquel Angel Joan - Soldado 2
- Toni Socias - Soldado 3

## Premios y candidaturas
Esta película se presentó en el Festival de Cine de Berlín de 2000, donde consiguió el Premio Manfred Salzgeber a la innovación.
En los Premios Goya de 2001 fue seleccionada en dos categorías, aunque no se llevó ningún premio. Antònia Torrens optó al Premio a la mejor actriz revelación y Jaume Peracaula al de mejor fotografía.